# Elk Run Heights, Iowa
Elk Run Heights là một thành phố thuộc quận Black Hawk, tiểu bang Iowa, Hoa Kỳ. Năm 2010, dân số của thành phố này là 1117 người.

## Dân số
Dân số qua các năm:
- Năm 2000: 1052 người.
- Năm 2010: 1117 người.